# Блакитний готель
«Блаки́тний готе́ль» (англ. The Blue Hotel) — невелике оповідання американського письменника Стівена Крейна (1871—1900). Уперше побачило світ у 1898 році — дві частини цього твору було опубліковано в двох номерах газети «Колліерз Віклі» («Collier’s Weekly») від 26 листопада і 3 грудня. Увійшло в останню прижиттєву збірку оповідань автора «Чудовисько та інші оповідання», видану в 1899 році. Це одне з найвідоміших і найсуперечливіших оповідань книги.

## Сюжет
У невеличкому готелі зупиняються кілька постояльців з різних регіонів США. Один з них, «швед», поводить себе дивно, вважаючи, що тут його хочуть убити. Після однієї з картярських ігор виникає суперечка, і син власника готелю, Джонні, звинувачений «шведом» у шахруванні, вчиняє бійку з обвинувачем. Інші постояльці беруть активну участь у події на боці хлопця. «Швед» після цього залишає готель і в одному з місцевих барів вчиняє іншу суперечку, де й гине від ножа злочинця.

## Проблематика
У творі піднято багато тем, які простежуються і в інших оповіданнях та романах С. Крейна, зокрема теми відповідальності, моральних догм, а також відповідності реальності очікуванням. Ситуація висвітлюється ніби з різних поглядів. Твір за стилем ближчий до експресіонізму і вирізняється на фоні тогочасної американської літератури.

## Обробки та екранізації
- 1973 — фільм «Блакитний готель» («Das blaue Hotel», Німеччина/Швеція), режисер — Станіслав Барабас.
- 1977 — фільм «Блакитний готель» («The Blue Hotel», США), режисер — Жан Гадар.
- 1997 — фільм «Блакитний готель» («The Blue Hotel», США), режисер — Ендрю Джордж.
- 1999 — музична адаптація — альбом «Франт» («Coxcomb») Девіда Грабза.

## Видання українською мовою
- Шлюпка у відкритому морі та інші оповідання / переклад Ігоря Андрущенка. — К.: Знання, 2014. — 190 с. — ISBN 978-617-07-0178-7